# Кобильники (Шамотульський повіт)
Кобильники (пол. Kobylniki) — село в Польщі, у гміні Обжицько Шамотульського повіту Великопольського воєводства.
Населення — 317 осіб (2011).
У 1975-1998 роках село належало до Познанського воєводства.

## Демографія
Демографічна структура станом на 31 березня 2011 року:
|          | Загалом | Допрацездатний вік | Працездатний вік | Постпрацездатний вік |
| -------- | ------- | ------------------ | ---------------- | -------------------- |
| Чоловіки | 160     | 42                 | 112              | 6                    |
| Жінки    | 157     | 36                 | 95               | 26                   |
| Разом    | 317     | 78                 | 207              | 32                   |